# Pfannkuch GmbH & Co. Supermarkt KG

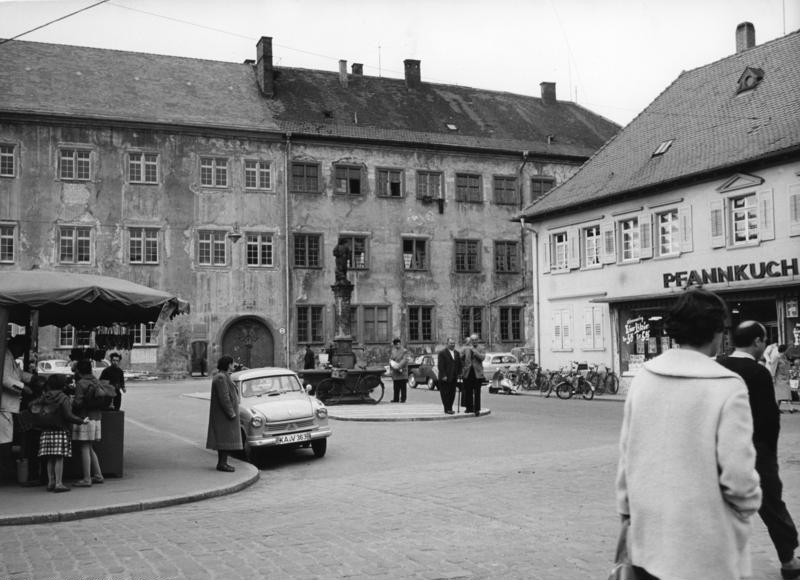
Eine der Pfannkuch Supermarkt-Filialen

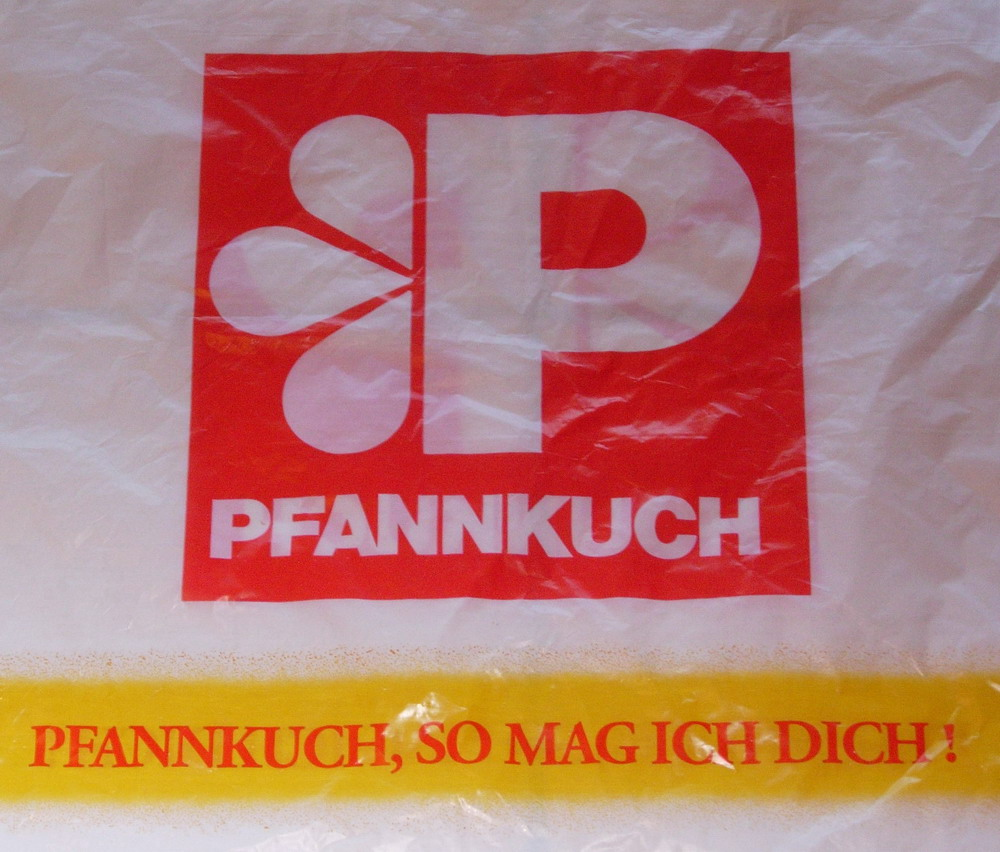
Tüte mit Werbespruch

Die Pfannkuch GmbH & Co. Supermarkt KG war eine Tochtergesellschaft der Pfannkuch-Unternehmensgruppe in Karlsruhe mit über 200 Filialen in Süddeutschland, Sachsen und Sachsen-Anhalt. Sie wurde 1896 in Pforzheim gegründet und 1998 an die Spar Handelsgesellschaft verkauft.

## Geschichte

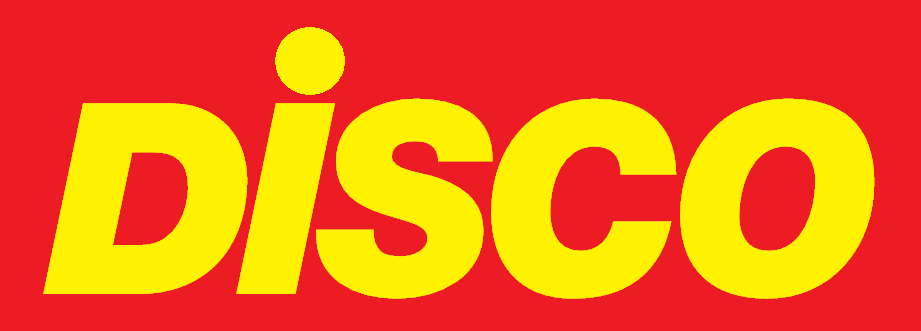
Logo der Disco Märkte

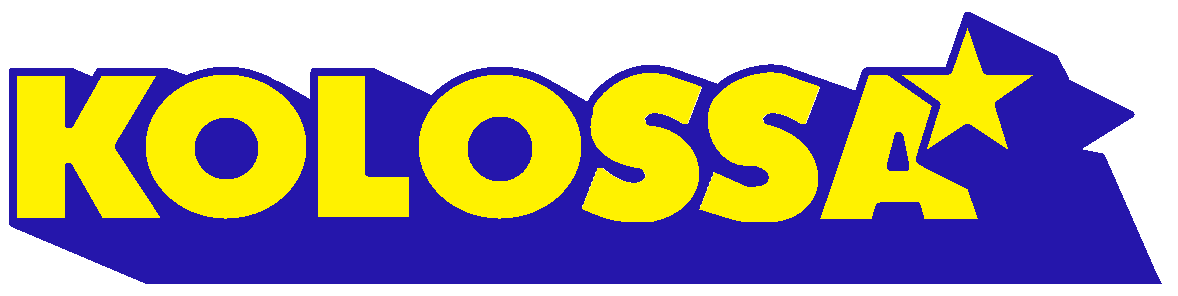
Logo der Kolossa Märkte

Der Gründer und Namensgeber des Unternehmens, August Pfannkuch, war Komplementär einer Kommanditgesellschaft, deren Kommanditist die Firma Latscha war. Am 8. Februar 1896 wurde der erste Pfannkuch-Laden in Pforzheim-Brötzingen eröffnet. Dieser war noch ein kleiner „Tante-Emma-Laden“. Schon wenige Jahre später folgten weitere Filialen, z. B. auch in Karlsruhe (1907).
Bereits 1906 schied Pfannkuch als Gesellschafter aus dem Unternehmen aus. Die Geschäftsführung übernahm Walter Heymann († 1938), ein Neffe von Jakob Latscha. 1921 schied die Firma Latscha als Kommanditistin aus, Walter Heymann gehörte jedoch weiterhin der Geschäftsführung an. Neben ihm trat 1933 Gerhard Lehmann in die Geschäftsführung ein und erwarb nach und nach über 50 % der Unternehmensanteile. Im Zweiten Weltkrieg wurden 1942 und 1945 Hauptverwaltung und Zentrallager in Karlsruhe vollständig zerstört. Von einst 155 Filialen bestanden bei Kriegsende noch 60. In den folgenden Jahren wurde das Filialnetz sukzessive wieder ausgebaut. 1952 wurde der erste Selbstbedienungsladen an der Kaiserstraße in Karlsruhe eröffnet. 1960 übernahm der Gesellschafter Günther Lehmann die absolute Mehrheit der Anteile an dem Unternehmen. Schon in den darauffolgenden Jahren wuchs das Unternehmen weiter an. So wurde in den 1960er- und 1970er-Jahren neue Geschäftszweige gegründet, unter anderem die KaufPark SB-Warenhäuser (1969 in Sindelfingen), die später in Kolossa umbenannt wurde, die Disco-Supermärkte (erster Markt 1967 in Bruchsal) und die bon appetit-Märkte. 1980 wurde in der Pfannkuchstraße 14 in Karlsruhe die neue Firmenzentrale der Pfannkuch-Unternehmensgruppe eröffnet. 1990 zählte man bereits über 200 Filialen und über 4000 Mitarbeiter.

### Krise
Schon kurz nach der Eröffnung der neuen Zentrale in Karlsruhe wurde der Konkurrenzdruck immer kräftiger. Der Inhaber Günter Lehmann musste massiv investieren, um das Unternehmen und seine Filialen zeitgemäß und damit konkurrenzfähig zu machen. Dies führte schon damals zu ersten Verkaufsüberlegungen. Nach der Wende versuchte man sich auch in den neuen Bundesländern zu etablieren. Dazu wurde eine eigene Vertriebsgesellschaft, die Pfannkuch Ost Supermarkt GmbH & Co. KG gegründet. Filialen wurden überwiegend in Sachsen eröffnet. Doch auch hier war der Konkurrenzkampf sehr stark. Immer wieder wurde dem Unternehmer Günter Lehmann vorgeworfen, er würde zu wenig in sein Unternehmen investieren und eine baldige Zahlungsunfähigkeit in Kauf nehmen. Auch die Gewerkschaft übte immer wieder Kritik an dem Karlsruher Unternehmer.

### Verkauf
Dies hatte zur Folge, dass 1997 erste Verkaufsgespräche geführt werden mussten. Zunächst wurden Verhandlungen mit der EDEKA-Gruppe geführt. Doch Ende 1997 wurde bekannt, dass die Spar Handelsgesellschaft die Pfannkuch-Unternehmensgruppe übernehmen wird. Die Spar hatte zugesagt, auch die Standorte in Sachsen übernehmen zu wollen, was die EDEKA-Gruppe ablehnte. Schon in den Folgemonaten wurden 45 größere Märkte, Pfannkuch und Kolossa, in Interspar bzw. Eurospar umgeflaggt. 1998 allerdings wurden fünf Standorte geschlossen und weitere 65 Standorte waren von einer Schließung bedroht, obwohl ein Sprecher nach der Übernahme Schließungen ausgeschlossen hatte. Auch die Pfannkuch-Zentrale in Karlsruhe wurde vollständig geschlossen und 400 Mitarbeitern gekündigt. Noch im selben Jahr wurde bekannt, dass Spar geplant hatte, 49 Filialen zu verkaufen, konnte aber lediglich neun an Mitbewerber bzw. selbstständige Kaufleute verkaufen. Die restlichen Filialen wurden nach Ablauf des Mietvertrags geschlossen.
Die Umstellung der Märkte in die Spar Handelsgesellschaft führte immer wieder zu Problemen bei der Zulieferung. So entstanden zum Teil erhebliche Bestandslücken in den Märkten. Auch das neue Abrechnungssystem der Mitarbeiter hatte der Spar Handelsgesellschaft Probleme und Kritik eingebracht. Die Mitarbeiter konnten zum Teil ihre Gehaltsabrechnungen nicht mehr nachvollziehen. 1999 erwarb dann die EDEKA-Gruppe 24 ehemalige Pfannkuch-Märkte, die von einer Schließung durch die Spar Handelsgesellschaft bedroht waren. Im selben Jahr war dann die Integration aller Pfannkuch-Filialen in die Spar Handelsgesellschaft erfolgt und das Unternehmen wurde aus dem Handelsregister gelöscht.